# Muro dello Scultore

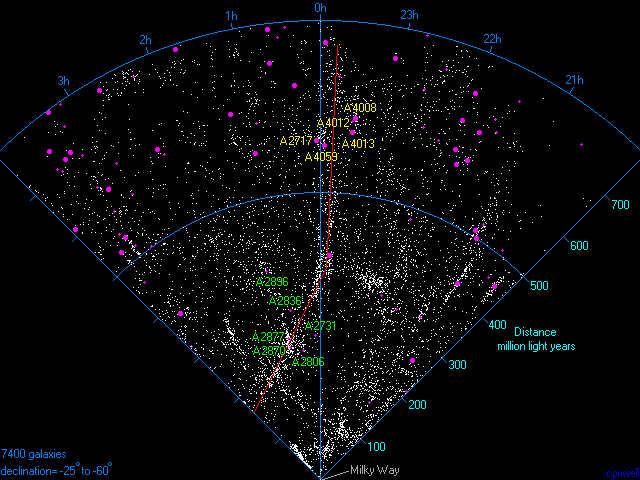
Mappa del Muro dello Scultore (indicato dalla linea rossa) nella visuale dalla Via Lattea.

Il Muro dello Scultore è una superstruttura di galassie ("muro di galassie") relativamente vicino alla Via Lattea (redshift approssimativo di z=0,03), conosciuto anche come Superammassi dello Scultore.
Questa superstruttura è anche chiamata in inglese "Southern Great Wall", "Great Southern Wall", "Southern Wall", facendo riferimento alla "Northern Great Wall", cioè la Grande Muraglia CfA2, che è la quarta più grande struttura, al momento conosciuta, dell'universo osservabile. Dal momento che strutture come queste sono così grandi, conviene stimarne le dimensioni sulla base del loro redshift; in unità di redshift pertanto il Muro dello Scultore sarebbe lungo 8000 km/s, largo 5000 km/s e profondo 1000 km/s. Utilizzando un valore di 67,8 per la Costante di Hubble, le dimensioni della struttura risultano approssimativamente di 100 Mpc di lunghezza x 70 Mpc di larghezza e 10 Mpc di profondità.

## Galleria d'immagini

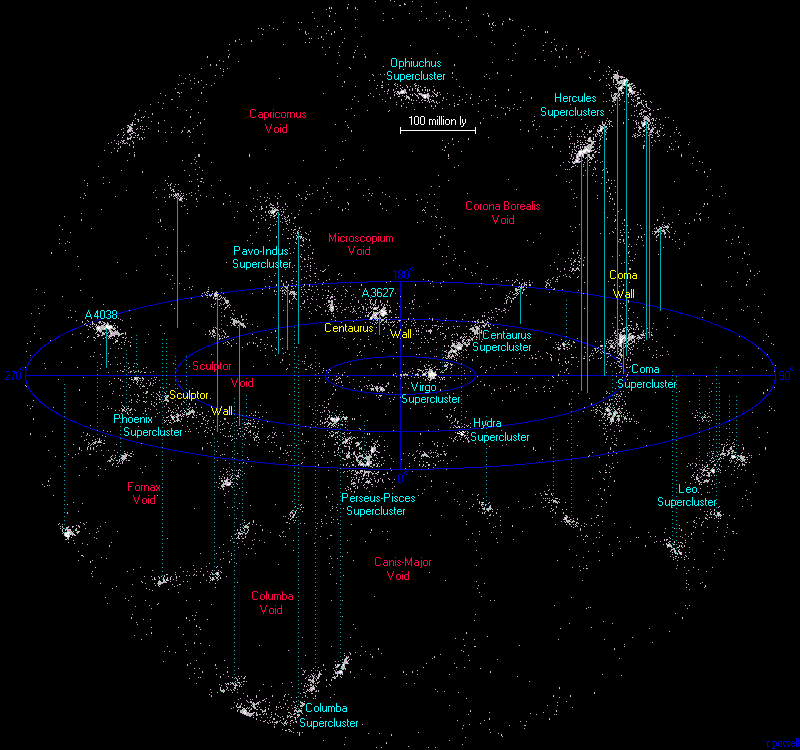
Il Gruppo Locale con il Muro dello Scultore.
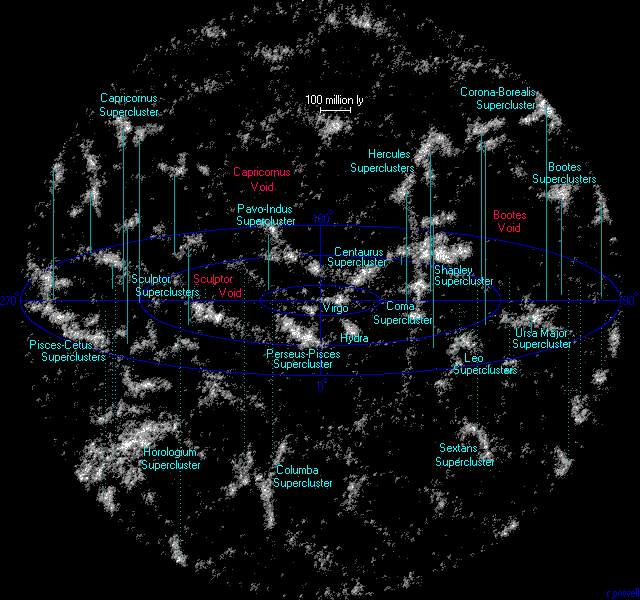
Il Gruppo Locale, con i Superammassi dello Scultore.
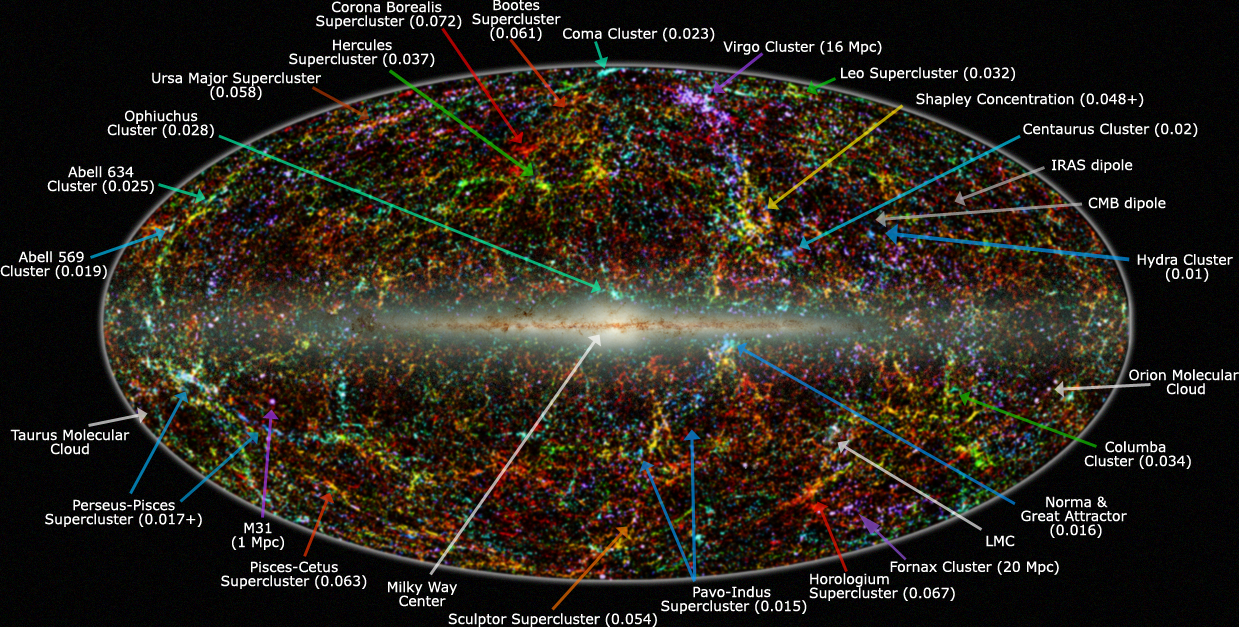
Mappa delle distanze dell'universo locale basata sui dati 2MASS, con il Superammasso dello Scultore.